# Christian Taylor

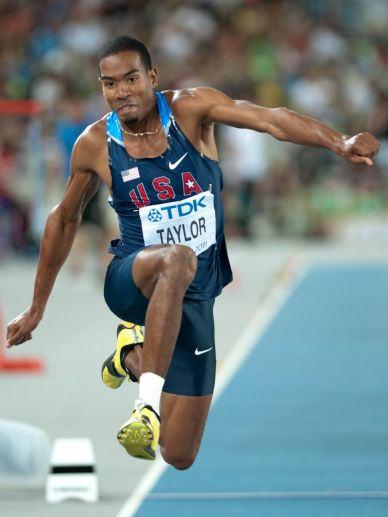
Christian Taylor hink-stap-springt naar zijn eerste wereldtitel op de WK van 2011 in Daegu.

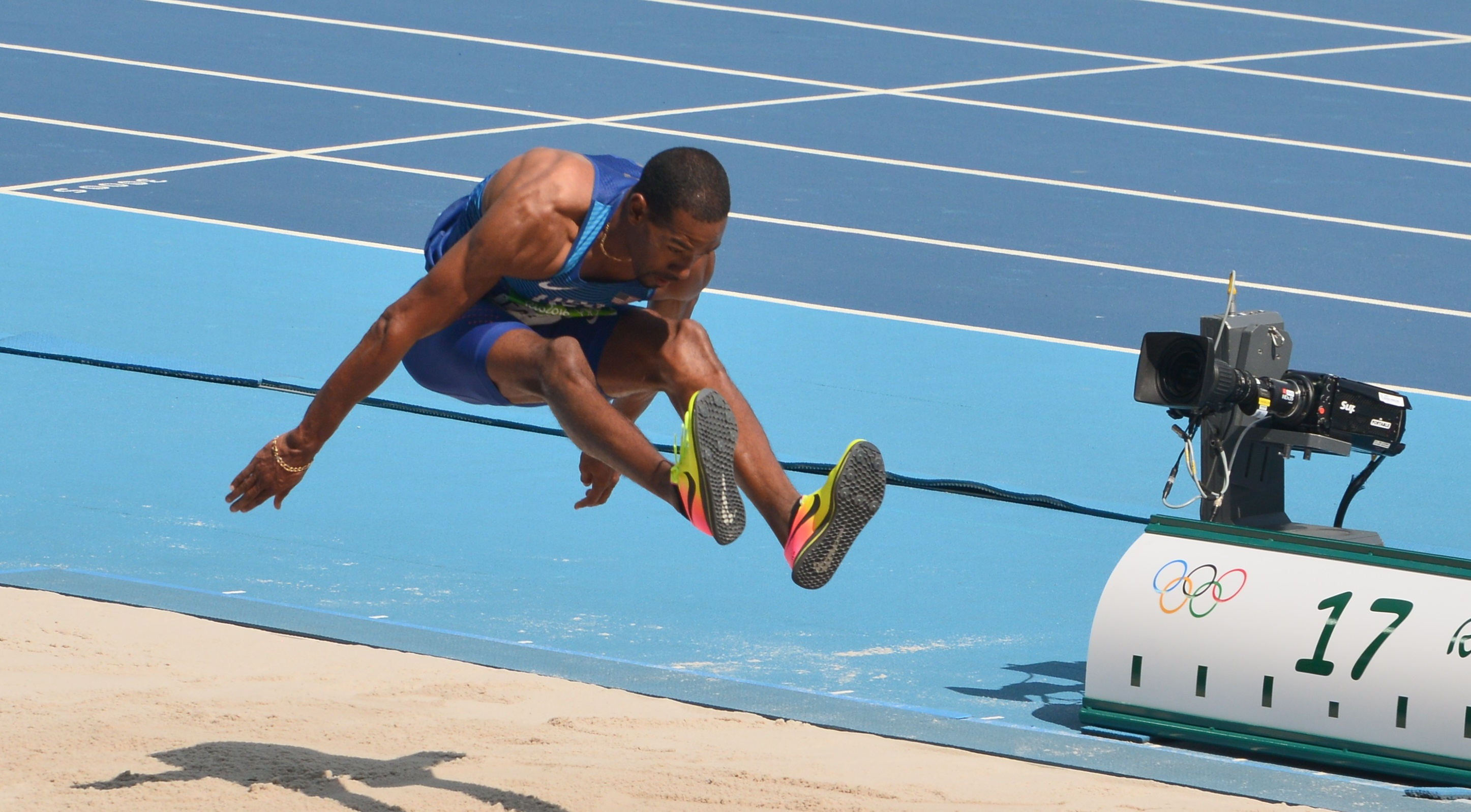
Christian Taylor in actie op de OS van 2016 in Rio de Janeiro.

Christian Taylor (Fayetteville (Georgia), 18 juni 1990) is een Amerikaanse atleet, die zich heeft toegelegd op het hink-stap-springen. Hij werd in deze discipline tweemaal olympisch en viermaal wereldkampioen.

## Carrière

### Eerste successen als junior
Op de wereldkampioenschappen voor jeugd 2007 in Ostrava veroverde Taylor de gouden medaille bij het hink-stap-springen en de bronzen medaille bij het verspringen. Een jaar later eindigde hij tijdens de wereldkampioenschappen voor junioren in Bydgoszcz als zevende bij het verspringen en als achtste bij het hink-stap-springen.

### In 2011 wereld-, in 2012 olympisch kampioen
In 2011 nam Taylor deel aan de wereldkampioenschappen in Daegu. Op dit toernooi werd hij wereldkampioen hink-stap-springen met een persoonlijk record van 17,96 m. Op de wereldindoorkampioenschappen van 2012 in Istanboel sleepte de Amerikaan, achter zijn landgenoot Will Claye, op ditzelfde onderdeel de zilveren medaille in de wacht. Later dat jaar, op de Olympische Spelen in Londen, waren de rollen weer omgedraaid, versloeg hij met zijn verste sprong van 17,81 Claye, die nu niet verder kwam dan 17,62 en met zilver genoegen moest nemen.

### Succes als estafetteloper
Dat Christian Taylor, naast het hink-stap-springen, ook goed uit de voeten kan op de 400 m, bewees hij in 2014 in Nassau op de Bahama's. Daar vond dat jaar de eerste editie plaats van de IAAF World Relays, een jaarlijks terugkerend officieus wereldkampioenschap, waarin een vijftal estafetteonderdelen op het programma staan. Hier maakte hij deel uit van de Amerikaanse estafetteploeg op de 4 x 400 m. Samen met David Verburg, Tony McQuay en LaShawn Merritt snelde hij naar de overwinning in 2.57,25.

### In 2015 tweede wereldtitel
Op de WK van 2015 in Peking kwam Taylor tot een sprong van 18,21, een Amerikaans record. Hiermee schaarde hij zich op de tweede plaats van de besten-aller-tijden ranglijst, slechts acht centimeter verwijderd van het wereldrecord van Jonathan Edwards.
\

### Olympische titel geprolongeerd
Op de Olympische Spelen van 2016 in Rio de Janeiro prolongeerde Christian Taylor zijn olympische titel bij het hink-stap-springen. Met een beste poging van 17,86 bleef hij zijn landgenoot Will Claye (zilver; 17,76), net als vier jaar eerder in Londen, voor. De Chinees Dong Bin veroverde het brons met 17,58.

### Derde wereldtitel
In 2017 zette Taylor al vroeg in het seizoen een prestatie van formaat neer. Tijdens de Prefontaine Classic in Oregon kwam hij tot 18,11, zijn op drie na beste prestatie ooit. Aangezien hij regerend wereldkampioen was en bovendien in zijn specialiteit de Diamond League-serie van 2016 had gewonnen, was hij automatisch gekwalificeerd voor de WK in Londen. Op de Amerikaanse kampioenschappen, waar Taylor niet aan deelnam, kwam Will Claye als beste hink-stap-springer uit de bus met 17,91. Die nam in Londen in de eerste ronde van de finale hink-stap-springen dan ook prompt de leiding, maar moest die in de tweede ronde afstaan aan Taylor, die vervolgens in de derde ronde zijn definitieve winnende sprong van 17,68 maakte, terwijl Claye op 17,63 bleef steken. Hiermee veroverde deze voor de derde maal in zijn carrière de wereldtitel.

## Titels
- Olympisch kampioen hink-stap-springen - 2012, 2016
- Wereldkampioen hink-stap-springen - 2011, 2015, 2017, 2019
- World Relays kampioen 4 x 400 m - 2014
- Amerikaans kampioen hink-stap-springen - 2011, 2012
- NCAA-kampioen hink-stap-springen - 2010, 2011
- NCAA-indoorkampioen hink-stap-springen - 2009, 2010
- Wereldjeugdkampioen hink-stap-springen - 2007

## Persoonlijke records
Outdoor
| Onderdeel          | Prestatie          | Datum            | Plaats       |
| ------------------ | ------------------ | ---------------- | ------------ |
| 100 m              | 10,61 s (+0,1 m/s) | 14 april 2012    | Tallahassee  |
| 200 m              | 20,70 s (+0,9 m/s) | 30 maart 2013    | Jacksonville |
| 400 m              | 45,07 s            | 3 juni 2018      | Hengelo      |
| hink-stap-springen | 18,21 m (AR)       | 27 augustus 2015 | Peking       |
| verspringen        | 8,19 m             | 15 mei 2010      | Knoxville    |

Indoor
| Onderdeel          | Prestatie | Datum            | Plaats          |
| ------------------ | --------- | ---------------- | --------------- |
| 60 m               | 6,79 s    | 15 januari 2011  | University Park |
| 200 m              | 21,60 s   | 24 januari 2009  | Gainesville     |
| 400 m              | 47,42 s   | 16 maart 2008    | New York        |
| hink-stap-springen | 17,63 m   | 11 maart 2012    | Istanboel       |
| verspringen        | 8,02 m    | 13 februari 2009 | Fayetteville    |

## Palmares

### Hink-stap-springen
Kampioenschappen
- 2007:  WK jeugd - 15,98 m
- 2008: 8e WJK - 15,61 m
- 2010:  Amerikaanse kamp. - 16,76 m
- 2011:  Amerikaanse kamp. - 17,49 m
- 2011:  WK - 17,96 m
- 2012:  WK indoor - 17,63 m
- 2012:  Amerikaanse kamp. - 17,63 m
- 2012:  OS - 17,81 m
- 2014:  Amerikaanse kamp. - 17,37 m
- 2015:  WK - 18,21 m (AR)
- 2016:  OS - 17,86 m
- 2017:  WK - 17,68 m
- 2019:  WK - 17,92 m

Diamond League-podiumplekken
- 2011:  Aviva London Grand Prix – 17,68 m
- 2012:  Shanghai Golden Grand Prix – 16,96 m
- 2012:  Prefontaine Classic – 17,62 m
- 2012:  Bislett Games – 17,06 m
- 2012:  Aviva London Grand Prix – 17,41 m
- 2012:  DN Galan – 17,11 s
- 2012:  Weltklasse Zürich – 17,16 m
- 2016:   Diamond League - 19 p
- 2013:  Qatar Athletic Super Grand Prix – 17,25 m
- 2013:  Adidas Grand Prix – 16,42 m
- 2013:  Golden Gala – 17,08 m
- 2013:  Sainsbury's Grand Prix – 17,66 m
- 2013:  Athletissima – 17,40 m
- 2013:  Herculis – 17,30 m
- 2013:  Memorial Van Damme – 16,89 m
- 2016:   Diamond League - 23 p
- 2014:  Prefontaine Classic – 17,42 m
- 2014:  Golden Gala – 17,11 m
- 2014:  Bislett Games – 17,15 m
- 2014:  Meeting Areva – 17,11 m
- 2014:  Glasgow Grand Prix – 17,36 m
- 2016:  Qatar Athletic Super Grand Prix - 17,23 m
- 2016:  Prefontaine Classic - 17,76 m
- 2016:  DN Galan – 17,59 s
- 2016:  London Anniversary Games - 17,78 m
- 2016:  Weltklasse Zürich - 17,80 m
- 2016:   Diamond League - 60 p

### Verspringen
Kampioenschappen
- 2007:  WK jeugd - 7,29 m
- 2008: 7e WJK - 7,41 m

Diamond League-podiumplekken
- 2012:  Birmingham Grand Prix – 7,95 m
- 2014:  Adidas Grand Prix – 8,06 m

### 4 x 400 m
- 2014:  World Relays - 2.57,25

- World Athletics: 14252807
- Virtual International Authority File: 70145067057666630118

1896: James Connolly ·
1900: Meyer Prinstein ·
1904: Meyer Prinstein ·
1908: Tim Ahearne ·
1912: Gustaf Lindblom ·
1920: Vilho Tuulos ·
1924: Nick Winter ·
1928: Mikio Oda ·
1932: Chuhei Nambu ·
1936: Naoto Tajima ·
1948: Arne Åhman ·
1952: Adhemar da Silva ·
1956: Adhemar da Silva ·
1960: Józef Szmidt ·
1964: Józef Szmidt ·
1968: Viktor Sanjejev ·
1972: Viktor Sanjejev ·
1976: Viktor Sanjejev ·
1980: Jaak Uudmäe ·
1984: Al Joyner ·
1988: Christo Markov ·
1992: Mike Conley ·
1996: Kenny Harrison ·
2000: Jonathan Edwards ·
2004: Christian Olsson ·
2008: Nelson Évora ·
2012: Christian Taylor ·
2016: Christian Taylor ·
2020: Pedro Pablo Pichardo ·
2024: Jordan Díaz
1983 Zdzisław Hoffmann ·
1987 Christo Markov ·
1991 Kenny Harrison ·
1993 Mike Conley ·
1995 Jonathan Edwards ·
1997 Yoelbi Quesada ·
1999 Charles Friedek ·
2001 Jonathan Edwards ·
2003 Christian Olsson ·
2005 Walter Davis ·
2007 Nelson Évora ·
2009 Phillips Idowu ·
2011 Christian Taylor ·
2013 Teddy Tamgho ·
2015 Christian Taylor ·
2017 Christian Taylor ·
2019 Christian Taylor ·
2022 Pedro Pablo Pichardo ·
2023 Hugues Fabrice Zango